# Jaffa, the Seaport of Jerusalem, and Its Orange Industry
Jaffa, the Seaport of Jerusalem, and Its Orange Industry è un cortometraggio muto del 1913. Non si conosce il nome del regista del film, un documentario prodotto dalla Edison, girato in Palestina (l'attuale Israele), a Giaffa.

## Produzione
Il film fu prodotto dalla Edison Company.

## Distribuzione
Distribuito dalla General Film Company, il film - un cortometraggio di 100 metri - uscì nelle sale cinematografiche degli Stati Uniti il 22 ottobre 1913. Nelle proiezioni, veniva programmato con il sistema dello split reel, accorpato in un'unica bobina con un altro cortometraggio prodotto dalla Edison, la commedia His First Performance.